# Чернецкий, Владимир Пантелеевич
Владимир Пантелеевич Чернецкий (1921—1988) — советский биохимик, доктор химических наук.
Родился 28 июня 1921 г. в Киеве.
В 1938 г. окончил среднюю школу (с золотой медалью) и поступил в Киевский политехнический институт на химический факультет, с третьего курса ушёл на фронт, диплом вуза получил уже после войны, в 1946 году.
Работал в Институте органической химии АН УССР. Установил строение антибиотика иодинина и выполнил его химический синтез. Провёл изучение процесса хлорирования феназинов и получил серию галогенопроизводных этого гетероцикла. Эти результаты были использованы при получении новых антитуберкулезных препаратов.
В 1961 году создал и возглавил отдел химии углеводов и нуклеиновых кислот вирусов Института молекулярной биологии и генетики АН УССР. В его отделе было синтезировано и изучено свыше 500 соединений нуклеозидной природы и аналогичных веществ.
Доктор химических наук (1974, тема диссертации «Аномальные нуклеозиды и родственные биологически активные соединения»).